# アラモアナ (地域)

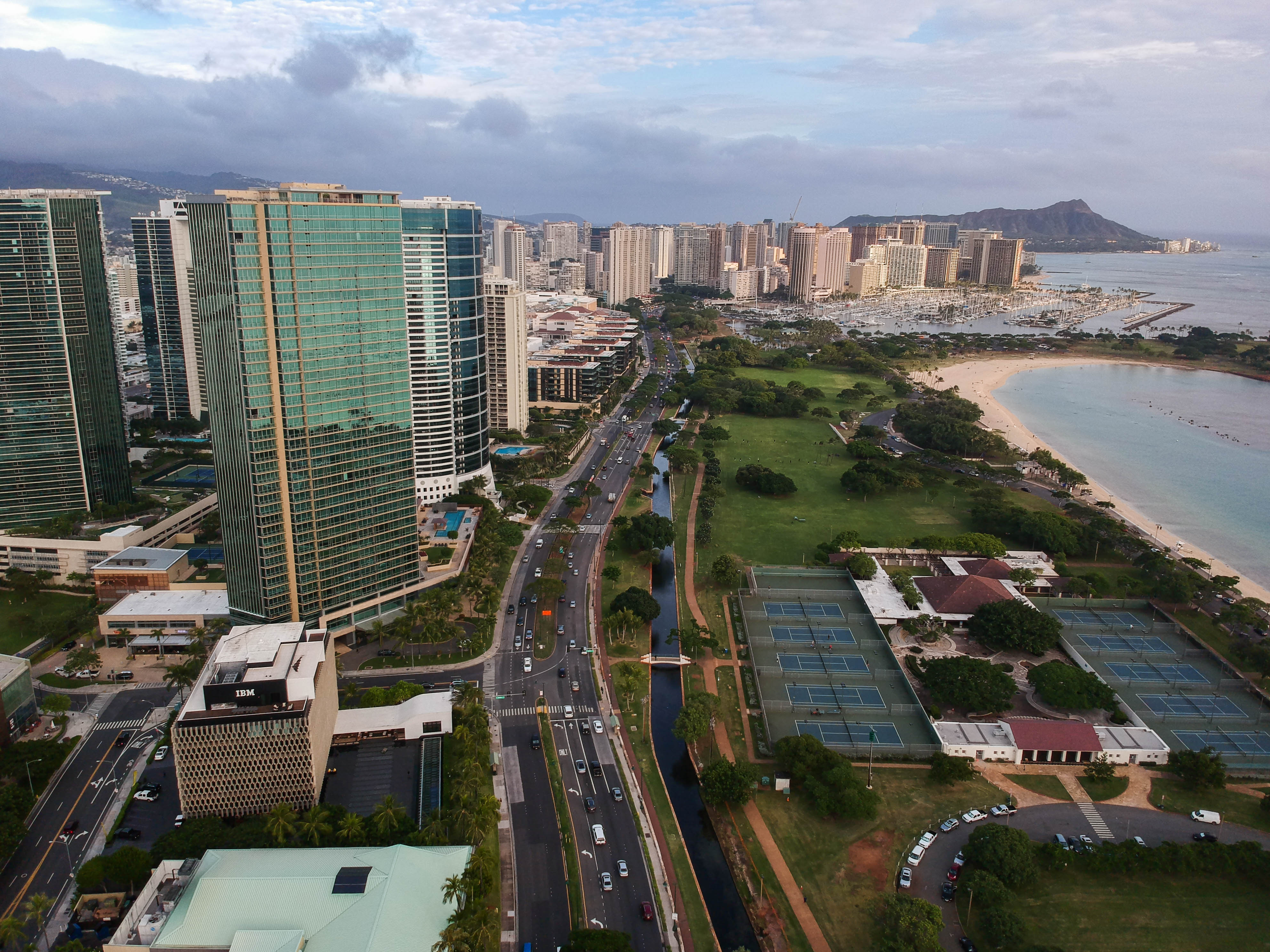
アラモアナ

アラモアナ（ハワイ語: Ala Moana、「海の道」の意）はハワイ州ホノルルの商業、小売、そして住居地域である。当地域は東にはワイキキやモイリイリ、西にはカカアコやホノルル港といった地域の間にあり、北側にはキング通りが他地域との境界をなしている。

## 概要
アラモアナはオアフ島南岸に沿っており、そのビーチは広大な白い砂浜が特徴である。アラモアナを通る主な道はアラモアナ通りとカピオラニ通りである。アラモアナはTheBusをはじめとするホノルルのバス交通の主要な乗り換えポイントである。
世界最大の露天ショッピングセンターであるアラモアナ・センターからアラモアナ通りを渡るとアラモアナ・ビーチ・パークがある。これは1930年代にフランクリン・ルーズベルト大統領に捧げられたものである。

## 歴史
この地域は古くは「カーリア」（Kâlia）と称した。元々この地には多くの養魚池、タロ畑、沼、そして漁民たちの家が存在した。この地はハワイ王国政府の財産として所有され、1861年にロット・カプアイヴァ（カメハメハ5世）に売却された当区域はのちにバーニス・パウアヒ・ビショップの所有となり、彼女が亡くなった1884年ごろにビショップ・エステートの一部となって売却された。
1912年にはウォルター・F・ディリンガム(Walter F. Dillingham)に3万ドルで売却された。ディリンガムは彼の父が創始した「オアフ鉄道土地会社」（Oahu Railway and Land Company）の路線そばに港を作るため、1902年に「ハワイ浚渫会社」（Hawaiian Dredging Company）を創立した。そしてその直後、アメリカ海軍との間に真珠湾基地の入り口を浚渫する契約を締結した。この土地は過剰盛土の投棄場所を提供し、将来の開発の機会を造った。
ホノルルの1939-1944年版マスタープランではこの場所を格子状の道路で囲まれたホテルやマンション向け区域としていた。スキッドモア・オーウィングズ・アンド・メリルが1949年に行った現実性調査の結果は開発者であるウォルターの子ロウェルによって新しく作られたハワイ浚渫会社の子会社である「ハワイ土地会社」（Hawaiian Land Company）に対してゾーニングを変更し、ショッピングセンターとして開発するように納得させた。
1959年に島のショッピングセンターの大半が建てられる前に、この研究ではホノルル都心部には小売販売店が不足していること、ダウンタウンの商業地で駐車が難しくなっていることを明らかにした。
その後の1970年代から現在にかけてアラモアナは小売販売店だけでなく、高層コンドミニアムやホテルが立ち並ぶエリアとなっている。

## アラモアナ・センター

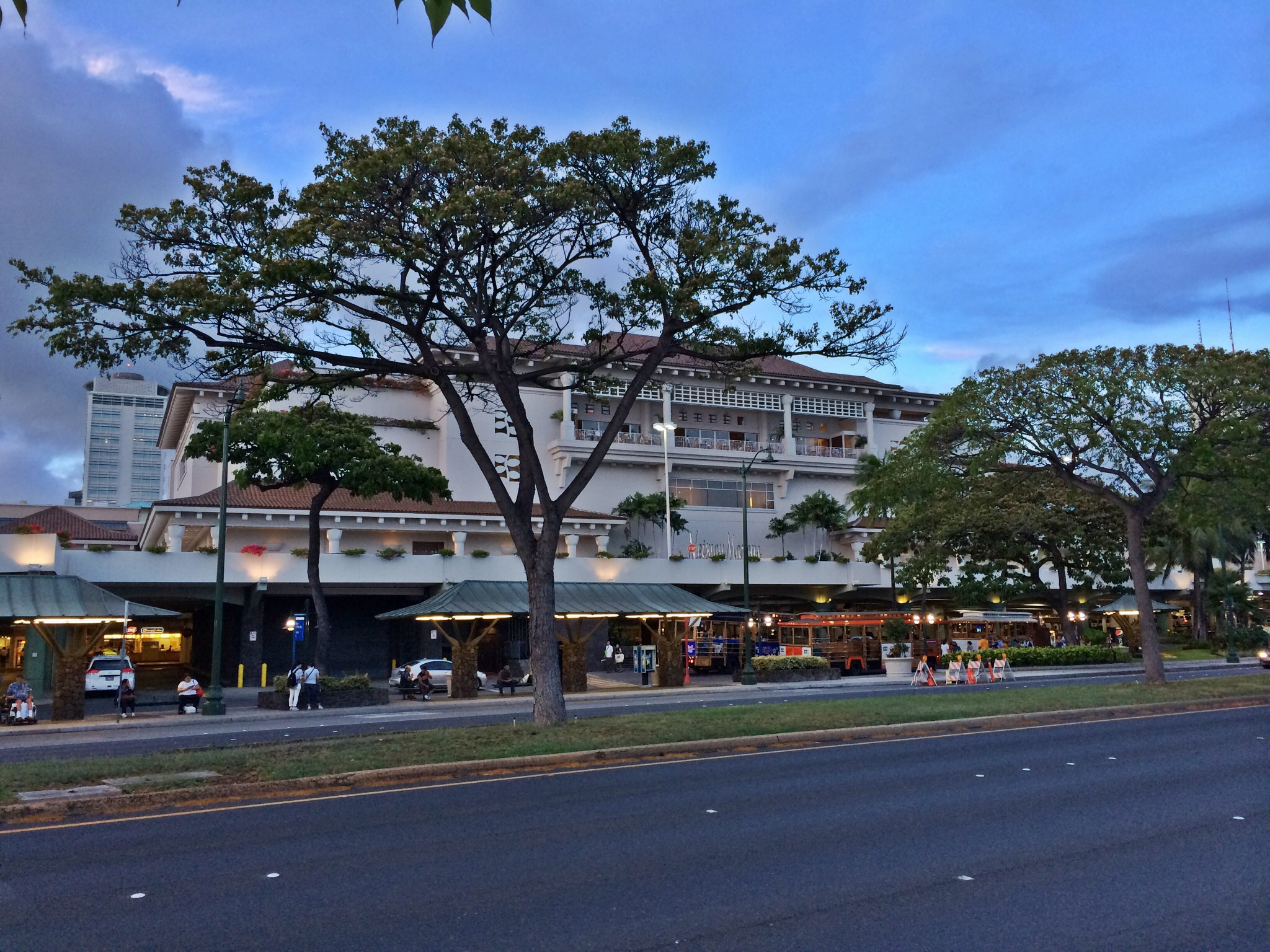
アラモアナ・センター

街の中心として機能しているのは、かつてはアメリカ合衆国最大のショッピングセンターで、現在も世界最大の露天ショッピングセンターであるアラモアナ・センターである。またアラモアナ・センターは、TheBusをはじめとするホノルルのバス交通の主要な乗り換えポイントである。
このショッピングセンターはドン・グラハムによって開発され、1959年8月13日にオープンした。1970年代から2000年代までは日本企業がオーナーであった。
ショッピング・センターに加えて、現在この地域は高級コンドミニアムや小売業における成長を体験している。「ミッドタウン・アラモアナ」という新しい名前は、地域を盛り上げるために考案された。